# Радон, Иоганн
Иоганн Карл Август Радон (нем. Johann Karl August Radon; 16 декабря 1887, Дечин — 25 мая 1956, Вена) — австрийский математик.

## Биография
Радон получил докторскую степень по математике в Венском университете в 1910 году.
Научная-преподавательская карьера:

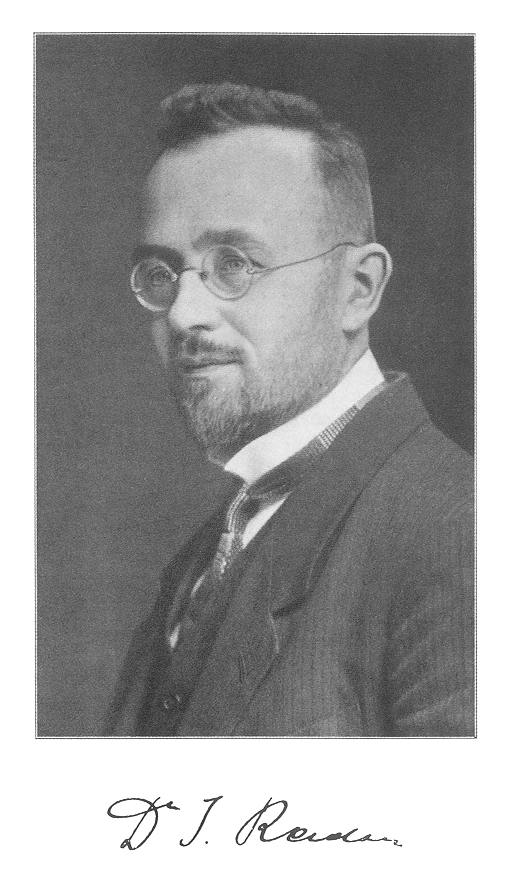
Иоганн Радон в 1920 г.

- 1910/11 гг. провел в Гёттингенском университете (Гёттинген, Германия)
- 1912 г.: ассистент в Deutsche Technische Hochschule Brünn (Брно, нем. Brünn, Австро-Венгрия, ныне Чехия)
- 1912—1919 гг.: ассистент в Венском техническом университете (Вена, Австрия)
- 1913/1914 гг.: прошел хабилитацию в Венском университете.
- 1919—1921 гг.: экстраординарный профессор (профессор без кафедры) в только что созданном Гамбургском университете (Гамбург, Германия)
- 1922—1924 гг.: профессор в Грайфсвальдском университете (Грайфсвальд, Германия)
- 1925—1927 гг.: профессор в Эрлангенском университете (Эрланген, Германия)
- 1928—1945 гг.: профессор в университете Бреслау (Бреслау, Силезия, до 1945 Германия, ныне Вроцлав, Польша)
- 1945—1946 гг.: профессор в Инсбрукском университете (Инсбрук, Австрия)
- 1 октября 1946 г.: профессор в Институте математики в Венском университете, в 1954—1955 гг. — ректор Венского университета.

В 1939 г. Радон становится членом-корреспондентом Австрийской Академии наук, а в 1947 г. действительным членом Академии. С 1952 по 1956 гг. он был секретарем Отделения Математики и Науки в Австрийской Академии наук. С 1948 по 1950 он был президентом Австрийского математического общества.
Радон женился на Марии Ригель, учительнице старших классов, в 1916 г. У них было три сына, которые умерли в детстве, и дочь Бригитта (1924—2020). Она получила докторскую степень по математике в Инсбрукском университете и вышла замуж за австрийского математика Эрика Буковича в 1950 г. Бригитта Радон (Букович) жила в Вене.
В 2003 г. Австрийская Академия наук основала Институт вычислительной и прикладной математики имени И. Радона.

## Достижения
Радон известен как автор нескольких важных математических результатов, в частности:
- Теорема Радона — Никодима
- Мера Радона в теории меры, как линейного функционала
- Преобразование Радона в интегральной геометрии; основа математического обеспечения томографов
- Теорема Радона
- Числа Радона-Гурвица